# Біатлон на зимових Олімпійських іграх 2018 — естафета (змішана)
Естафета серед змішаних команд у біатлоні на зимових Олімпійських іграх 2018 відбулася 20 лютого в центрі лижного спорту та біатлону «Альпензія» у Пхьончхані, Південна Корея.

## Розклад
Час UTC+9
| Дата      | Час         | Раунд |
| --------- | ----------- | ----- |
| 20 лютого | 20:15–21:45 | Фінал |

## Результати
Гонка розпочалася о 20:15 за місцевим часом (UTC+9).
| Місце | Номер | Країна                                                                                          | Час                                       | Промахи (P+S)                           | Відставання |
| ----- | ----- | ----------------------------------------------------------------------------------------------- | ----------------------------------------- | --------------------------------------- | ----------- |
| 1     | 7     | Франція · Марі Дорен-Абер · Анаїс Бескон · Сімон Детьє · Мартен Фуркад                          | 1:08:34.3 15:51.1 16:46.4 17:58.4         | 0+1 0+3 0+0 0+0 0+1 0+3 0+0 0+0         | –           |
| 2     | 1     | Норвегія · Марте Ольсбу · Тіріль Екгофф · Йоганнес Бо · Еміль-Гегле Свендсен                    | 1:08:55.2 16:16.9 16:55.1 17:24.4 18:18.8 | 0+5 1+6 0+2 0+1 0+2 1+3 0+0 0+1 0+1 0+1 | +20.9       |
| 3     | 2     | Італія · Ліза Віттоцці · Доротея Вірер · Лукас Гофер · Домінік Віндіш                           | 1:09:01.2 15:44.1 16:34.4 18:17.4 18:25.3 | 0+1 0+6 0+0 0+0 0+0 0+3 0+0 0+1 0+1 0+2 | +26.9       |
| 4     | 3     | Німеччина · Ванесса Гінц · Лаура Дальмаєр · Ерік Лессер · Арнд Пайффер                          | 1:09:01.5 15:46.3 16:02.3 18:14.7 18:58.2 | 0+2 1+5 0+0 0+0 0+0 0+1 0+0 0+1 0+2 1+3 | +27.2       |
| 5     | 11    | Білорусь · Надія Скардіно · Дар'я Домрачева · Сергій Бочарников · Володимир Чепелін             | 1:09:29.8 16:10.7 16:10.5 18:29.8 18:38.8 | 0+2 0+1 0+0 0+0 0+0 0+1 0+1 0+0         | +55.5       |
| 6     | 8     | Фінляндія · Лаура Тойванен · Кайса Мякяряйнен · Теро Сеппяля · Оллі Хійденсало                  | 1:09:38.2 16:46.6 16:01.2 18:30.6 18:19.8 | 0+1 0+2 0+0 0+1 0+0 0+0 0+1 0+1 0+0 0+0 | +1:03.9     |
| 7     | 10    | Україна · Ірина Варвинець · Юлія Джіма · Дмитро Підручний · Артем Прима                         | 1:09:46.4 16:18.6 16:29.6 18:22.9 18:35.3 | 0+3 0+2 0+1 0+0 0+1 0+0 0+1 0+1 0+0 0+1 | +1:12.1     |
| 8     | 13    | Чехія · Вероніка Віткова · Маркета Давідова · Ондржей Моравець · Міхал Крчмарж                  | 1:10:13.6 16:07.4 16:54.6 18:24.4 18:47.2 | 0+5 0+3 0+2 0+1 0+3 0+0 0+0 0+1         | +1:39.3     |
| 9     | 6     | Спортсмени-олімпійці з Росії · Ульяна Кайшева · Тетяна Акімова · Антон Бабіков · Матвій Єлісеєв | 1:10:49.1 16:20.9 16:41.9 18:16.9 19:29.4 | 0+6 0+4 0+2 0+1 0+0 0+1 0+1 0+1 0+3 0+1 | +2:14.8     |
| 10    | 18    | Австрія · Ліза-Тереза Гаузер · Катаріна Іннерхофер · Зімон Едер · Юліан Ебергард                | 1:10:56.3 16:53.8 17:09.9 18:11.5 18:41.1 | 0+6 0+8 0+1 0+3 0+2 0+3 0+1 0+0 0+2 0+2 | +2:22.0     |
| 11    | 5     | Швеція · Мона Брурссон · Ганна Еберг · Єспер Нелін · Фредрик Ліндстрем                          | 1:11:07.5 17:37.5 16:23.7 18:29.5 18:36.8 | 0+2 2+6 0+0 2+3 0+0 0+1 0+2 0+1 0+0 0+1 | +2:33.2     |
| 12    | 15    | Канада · Росанна Крофорд · Джулія Ренсом · Скотт Гоу · Крістіан Гоу                             | 1:11:11.0 16:18.8 17:14.5 18:57.9 18:39.8 | 0+2 0+7 0+1 0+1 0+0 0+2 0+1 0+2 0+0 0+2 | +2:36.7     |
| 13    | 9     | Швейцарія · Еліза Гаспарін · Лена Хеккі · Беньямін Веґер · Серафін Вістнер                      | 1:11:31.4 16:48.1 17:21.8 18:02.7 19:18.8 | 1+6 0+7 0+1 0+3 1+3 0+2 0+1 0+0 0+1 0+2 | +2:57.1     |
| 14    | 12    | Словенія · Уршка Поє · Аня Ержен · Клемен Бауер · Яков Фак                                      | 1:11:55.6 16:55.3 17:59.5 18:05.0 18:55.8 | 0+0 1+7 0+0 0+2 0+0 1+3 0+0 0+0 0+0 0+2 | +3:21.3     |
| 15    | 19    | США · Сьюзен Данклі · Джоанн Рід · Тім Берк · Ловелл Бейлі                                      | 1:12:05.4 16:07.9 18:50.7 18:29.1 18:37.7 | 0+3 3+6 0+2 0+0 0+0 3+3 0+0 0+3 0+1 0+0 | +3:31.1     |
| 16    | 14    | Польща · Магдалена Гвіздонь · Каміла Жук · Анджей Недза-Кубінець · Гжегож Гузік                 | 1:12:17.9 16:10.0 16:38.8 19:39.3 19:49.8 | 0+4 0+4 0+1 0+0 0+0 0+2 0+0 0+1 0+3 0+1 | +3:43.6     |
| 17    | 16    | Болгарія · Емілія Йорданова · Даніела Кадева · Красімір Анев · Владімір Ілієв                   | 1:12:31.7 16:49.9 17:46.0 18:56.2 18:59.6 | 0+7 0+4 0+1 0+0 0+2 0+1 0+1 0+3 0+3 0+0 | +3:57.4     |
| 18    | 20    | Казахстан · Галина Вишневська · Аліна Райкова · Роман Єрьомін · Максим Браун                    | 1:14:13.7 16:09.1 17:39.5 20:12.0 20:13.1 | 3+4 0+3 0+0 0+1 3+3 0+0 0+1 0+1         | +5:39.4     |
| 19    | 17    | Литва · Наталія Кочергіна · Діана Расімовічюте · Томас Каукенас · Вітаутас Строля               | LAP 18:16.3 LAP 0                         | 0+4 1+3 0+2 1+3 0+2 0+0 0               | +9:58.9 !   |
| 20    | 4     | Словаччина · Пауліна Фіалкова · Анастасія Кузьміна · Матей Казар · Мартін Отченаш               | LAP 21:33.9 LAP 0                         | 4+6 1+4 4+3 1+3 0+3 0+1 0               | +9:59.9 !   |